# Viticultura a Tunísia

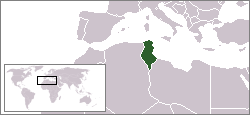
Localització de Tunísia.

La viticultura a Tunísia té una llarga història, que es remunta fins a l'antiguitat, com en la majoria de països mediterranis, amb els fenicis i els cartaginesos.
L'agrònom Magó, que va viure a la ciutat de Cartago, va escriure un tractat sobre agronomia i viticultura, amb tècniques que avui dia se segueixen fent servir. Tot i l'arribada d'un poder musulmà a partir del segle VII dC, la viticultura i la producció de vi mai van acabar de desaparèixer de Tunísia.
El vi rosat suposa una gran fracció de la producció total de Tunísia.

## Història

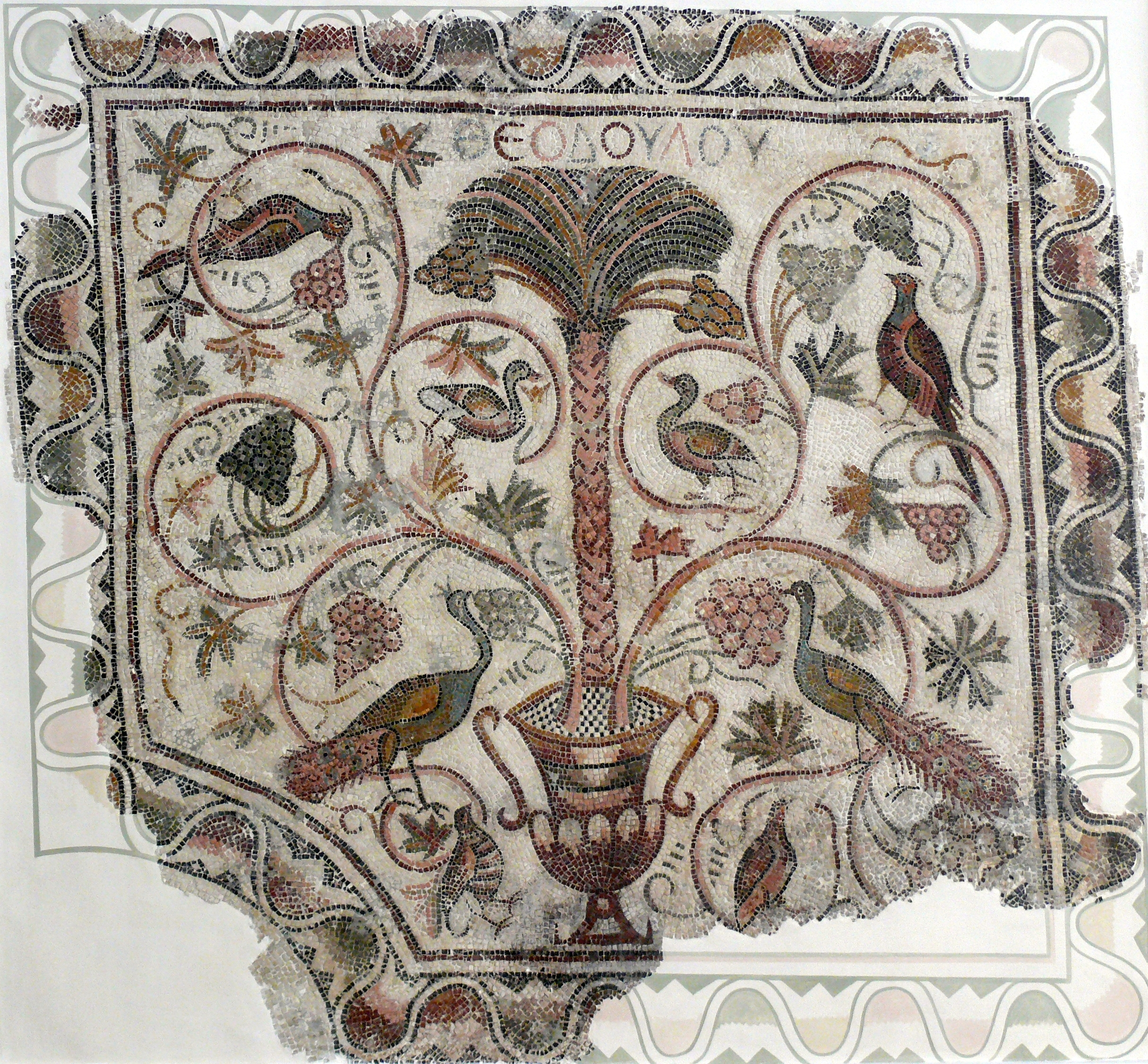
Vi i palmera
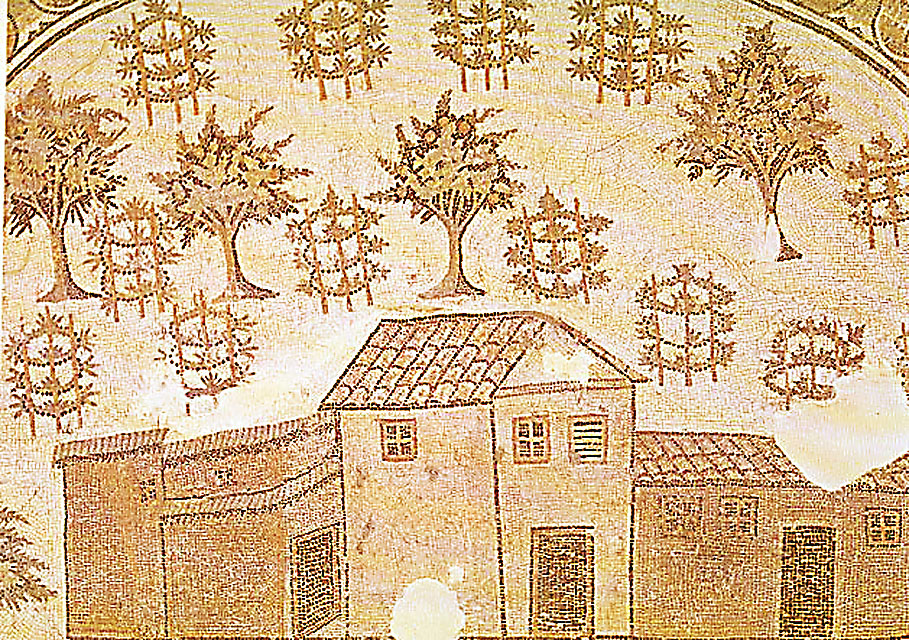
Mosaic de la villa rustica de Tabarka
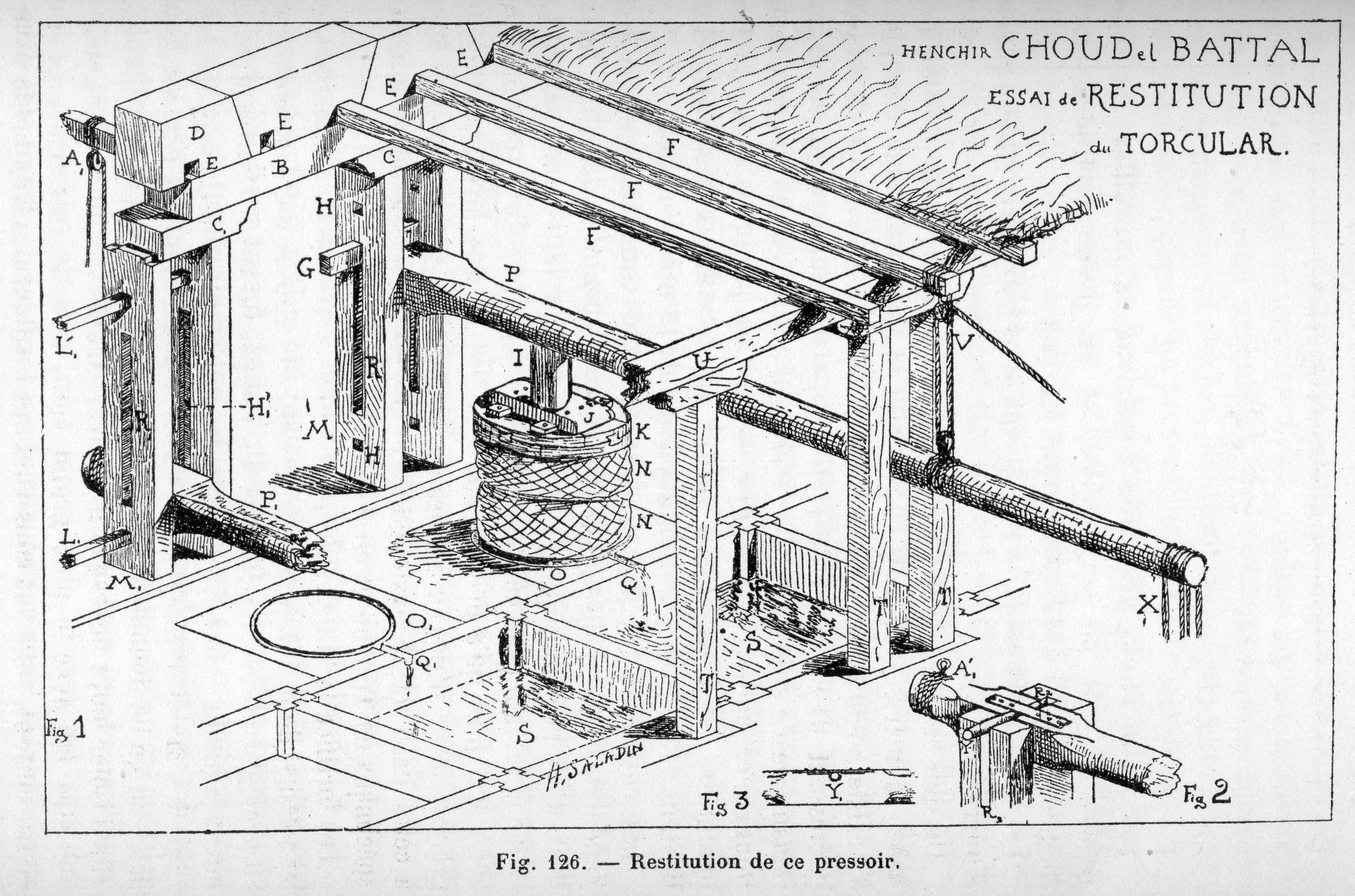
Reconstrucció d'una premsa de vi prop de Fériana
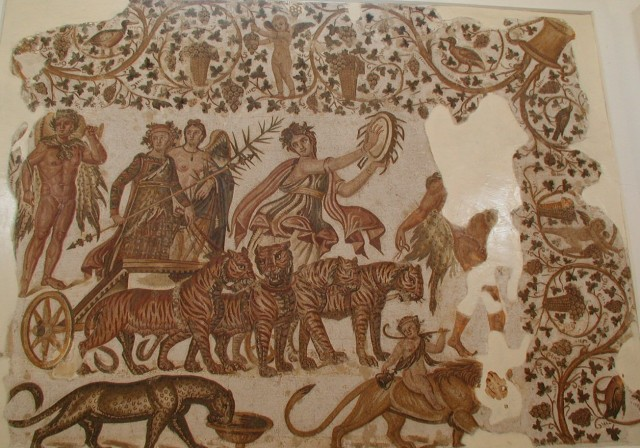
Mosaic del Triomf de Baccus al Museu Arqueològic de Sousse
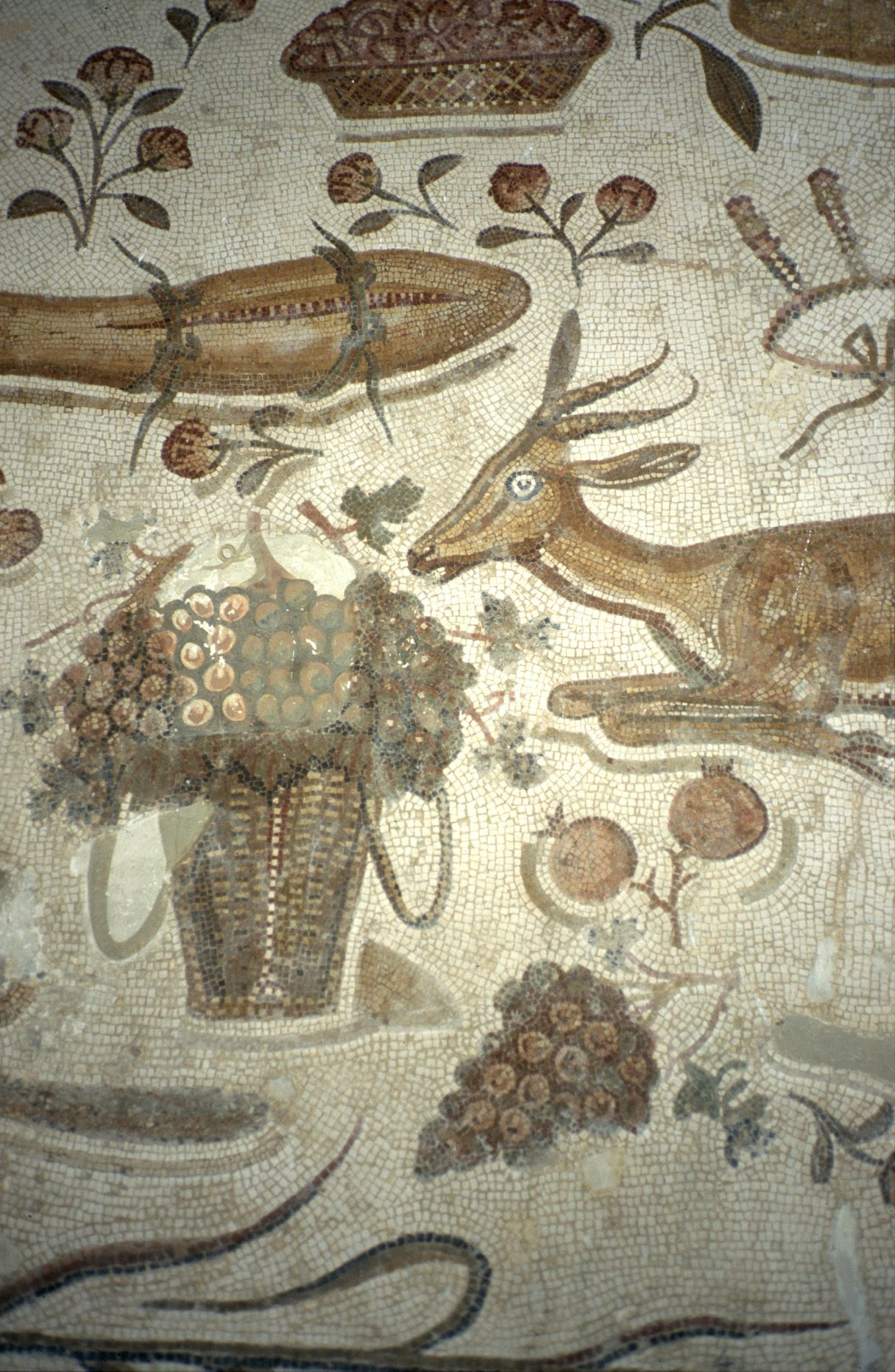
Cistell de raïm

La producció de vi a la Tunísia actual probablement va ser introduïda pels fenicis quan es va establir Cartago. L'agrònom cartaginès Magó va escriure sobre viticultura, i les seves obres, que posteriorment es van traduir del púnic al llatí, van ser citades per escriptors romans posteriors com Luci Juni Moderat Columel·la.
La producció de vi va seguir després que els romans ocupessin Cartago el 146 aC. Després de la conquesta de Tunísia per part dels àrabs durant el segle VIII dC, la producció vinícola es va reduir, però no eliminar.
Després de la conquesta francesa de Tunísia l'any 1881, es va introduir al país la producció de vi a gran escala, de forma similar a altres països nord-africans. Amb la independència de Tunísia el 1956 va continuar la producció de vi, però la falta d'experiència es va convertir en un problema, i l'àrea amb vinya va anar decreixent lentament. Des de finals de la dècada de 1990, Tunísia ha vist inversions estrangeres de diversos països europeus en la seva indústria del vi, i la producció creix lentament des dels 2000.

## Producció

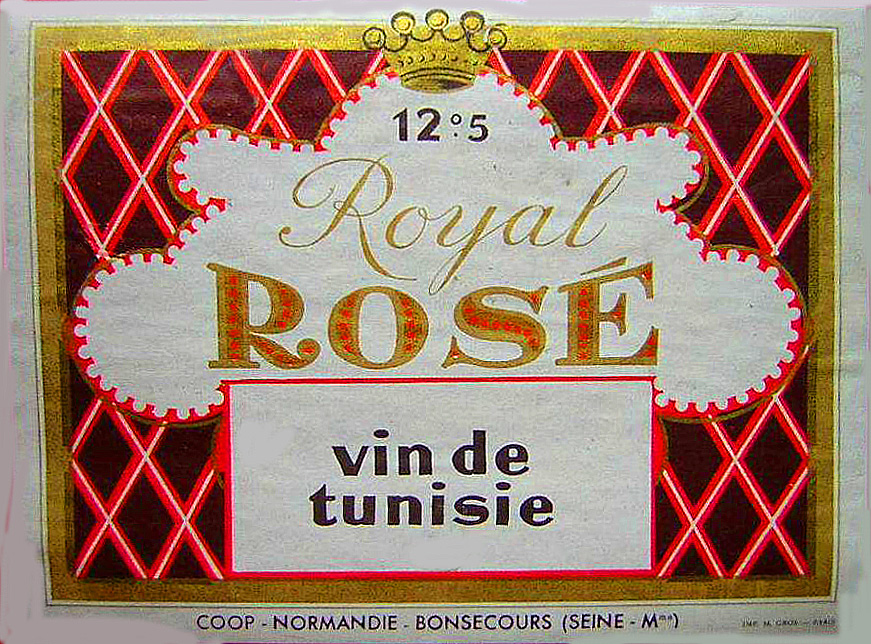
Etiqueta d'un vi rosat tunisià antic venut a França.

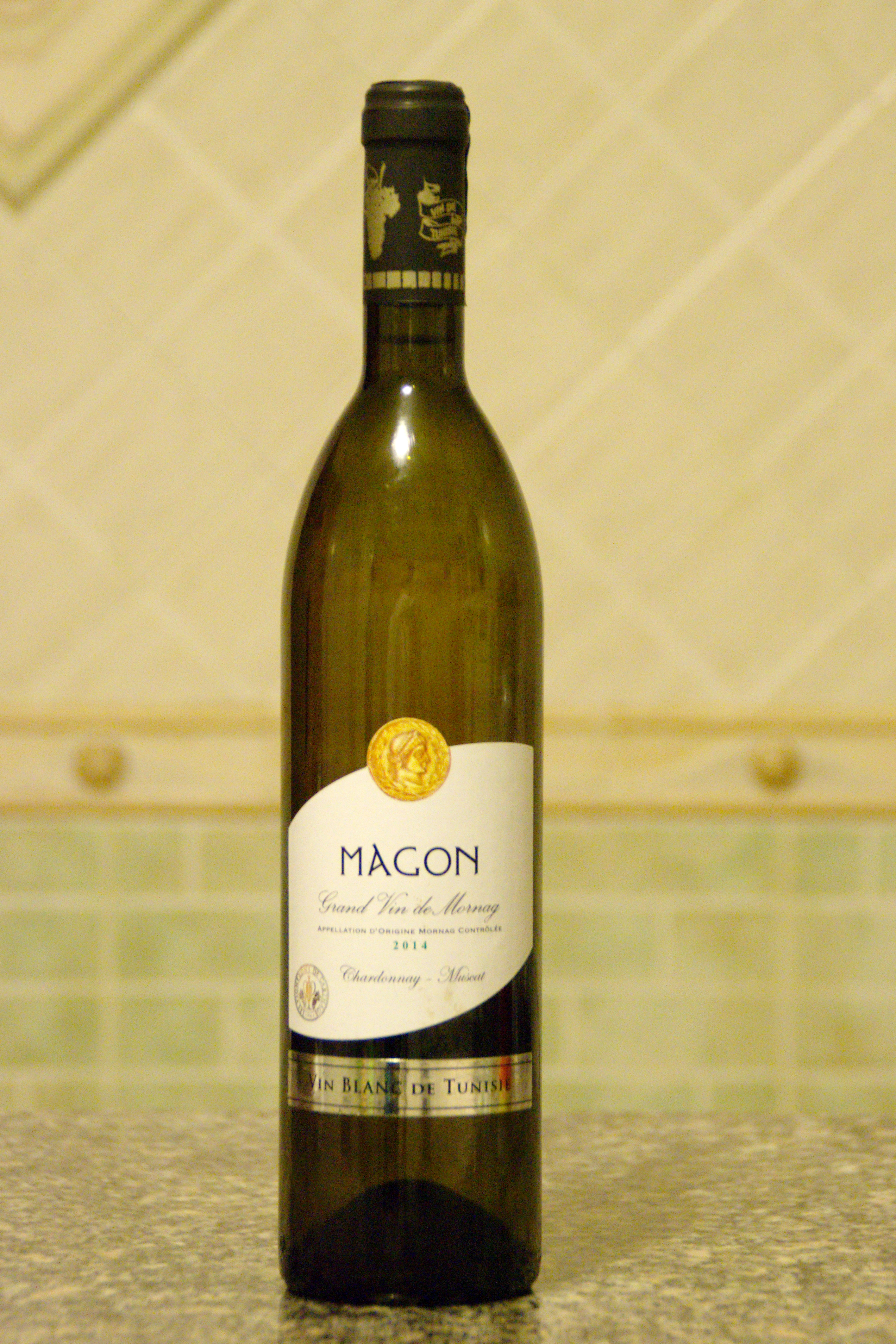
Vi blanc (2014) 'Magon', AOC Mornag

El 2008, hi havia 31.000 hectàrees de vinya a Tunísia, de les quals poc més de la meitat es dedicaven al vi, mentre que la resta principalment es destinaven a la producció de raïm de taula. A principis dels 2000, la producció de vi a Tunísia consistia en un 60-70% rosat, 25-30% negre i menys d'un 10% blanc.
Tunísia produeix anualment entre 300 i 400 milers d'hectolitres de vi, creixent en un 40% des del 2002 amb un pic de 600 milers d'hectolitres el 2007. La consumpció anual local a Tunísia és de mitjana 2,2 litres per ciutadà.
L'exportació arriba fins al 40% dels guanys del sector, arribant a 40,3 milions de dòlars el 2009. Alemanya i França en són els clients principals, amb part de la producció exportada a Suïssa, Bèlgica, els Estats Units, el Canadà i alguns països de l'Europa de l'est com Rússia. La producció es comercialitza al 70% amb l'etiqueta "AOC", dins dels quals un 20% també s'etiqueten «premier cru».

## Regions vinícoles
La major part de la producció de vi tunisià es troba a Cap Bon i zones properes. Tunísia té un sistema d'Appellation d'origine contrôlée (AOC) que conté les següents set AOCs:
- Grand Cru Mornag
- Mornag
- Coteau de Tébourba
- Sidi Salem
- Kélibia
- Thibar
- Côteaux d'Utique

## Varietats de raïm
Tunisia comparteix la major part de varietats comunes de raïm amb les varietats locals del sud de França. Les varietats de raïm més comunes pel vi rosat i negre (que tenen varietats locals) inclouen la carinyena, la garnatxa tintera, el cinsaut, el monestrell, la garnatxa, el syrah i el merlot, i pel vi blanc moscat d'Alexandria, el chardonnay i el pedro ximenes.